# 横浜市立上の宮中学校
横浜市立上の宮中学校（よこはましりつ かみのみやちゅうがっこう）は、神奈川県横浜市鶴見区上の宮一丁目に所在する公立中学校。
1978年、横浜市立寺尾中学校の校区の一部が分離し開校した。 

## 沿革
出典：
- 1978年
  - 4月 - 横浜市立寺尾中学校の校区の一部が分離し開校する。
  - 6月 - PTAが設立される。
  - 8月 - 水泳プールが完成する。
  - 10月 - 10月9日を開校記念日に制定する。
  - 11月 - 標準服が決定する。
- 1979年
  - 1月 - 校章が決定する。
  - 10月 - 校歌が決定する。
- 1981年
  - 1月 - 校舎増築工事が完了する。
- 1983年
  - 4月 - クラブ室（部室）が完成する。
  - 11月 - プール脇倉庫および北倉庫が完成する。
- 1987年
  - 2月 - 事務室および印刷室の工事が完成する。
  - 5月 - 第2運動場が完成する。
- 1989年4月 - 第2音楽室改修工事が完成する。
- 1991年
  - 2月 - いちょう館（格技場）が完成する。
- 1992年
  - 6月 - 放送室スタジオおよび校庭スプリンクラー改修工事が完了する。
- 1993年5月 - コンピュータ教室改造工事が完了する。
- 1994年1月 - 渡り廊下が新設される。
- 1997年12月 - 防災備蓄庫工事が完了する。
- 2005年11月 - 「ネットデイ」の実施（各教室に校内LANを敷設）
- 2006年4月 - 横浜市教育委員会より「人権教育推進校」の指定を受ける。
- 2008年
  - 9月 - 校舎耐震工事完了。
  - 10月 - 30周年記念式典・祝賀会が挙行される。
- 2013年9月 - エアコン設置工事完了。
- 2017年9月 - 配達型給食システム、「ハマ弁」が導入される。
- 2018年
  - 3月 ‐ 正門前の坂が「公孫樹坂（いちょうざか）」と名付けられる。
  - 4月 - 制服のネクタイのデザインを一新。42期生より全員着用。
  - 10月 - 40周年記念式典・祝賀会が挙行される。

## 通学区域
全て横浜市鶴見区内であり、馬場小学校区域全域、獅子ケ谷小学校区域の一部、菊名小学校区域の一部が対象となっている。
- 北寺尾五丁目1〜2番、北寺尾六丁目1〜32番、北寺尾七丁目1〜32番
- 馬場一丁目、馬場二丁目、馬場六丁目1〜4番・8番1号・8番3号〜10番・11番2〜28号、馬場七丁目1〜30番
- 東寺尾一丁目1番8号〜13号
- 獅子ケ谷一丁目5〜26番・33〜38番、獅子ケ谷二丁目、獅子ケ谷三丁目
- 上の宮一丁目、上の宮二丁目

## 交通
公式サイトの「アクセス」に準拠。なお、バス停名称は各社の公式サイト上の表記に準拠。
- JR横浜線・東急東横線 菊名駅より、徒歩13分。
- JR京浜東北線・鶴見線 鶴見駅より
  - 横浜市営バス 41系統・川崎鶴見臨港バス 鶴01系統に乗車、 菊名小学校入口バス停より徒歩5分。
  - 川崎鶴見臨港バス 鶴12系統に乗車、上の宮中学バス停より徒歩3分。

## 著名な出身者
50音順。
- 香取慎吾（タレント、新しい地図、SMAPの元メンバー）
- 武田祐介（ミュージシャン、RADWIMPSのベース、コーラス）
- 友野龍士（和太鼓奏者）[3][4]
- 林田泰河（リオデジャネイロパラリンピック競泳代表）
- Hironori（ミュージシャン）
- 古川友也（お笑い芸人、「もぐら」のメンバー）
- 南明奈（グラビアアイドル、タレント）
- 横山幸雄（ピアニスト） - 在学2年時の1984年（昭和59年）、第38回全日本学生音楽コンクール全国大会ピアノ部門中学生の部で第1位を受賞[5]。